# Janusz Tracz
Janusz Tracz – postać fikcyjna z serialu telewizyjnego Plebania. W postać tę wcielał się Dariusz Kowalski.

## Charakterystyka
Postać jest czarnym charakterem serialu. Jest biznesmenem oraz gangsterem. Jest osobą antyreligijną, co przejawia się w jego negatywnym nastawieniu do Kościoła oraz osób duchownych. Wygląda na osobę pozbawioną uczuć i empatii, nie szanuje ludzi i zastrasza ich.
Dwukrotnie żonaty. Pierwszą żoną była Angelika. Jego druga żona (Konstancja), z którą ma syna Pawła, nie mogąc znieść jego charakteru, trafiła do szpitala psychiatrycznego, gdzie popełniła samobójstwo.
Kiedy był małym dzieckiem, jego matka (Anna) zostawiła go i wyjechała do Stanów Zjednoczonych. Powróciła stamtąd po 45 latach.

## Odbiór
Janusz Tracz bywa określany jako najczarniejszy charakter w polskiej telewizji. Dzięki tej roli Dariusz Kowalski zyskał szerszą popularność. Sam aktor jest osobą głęboko wierzącą, co mocno kontrastuje z odgrywaną rolą. 
Na fali popularności tej postaci, jaka pojawiła się ze względu na emisję powtórek serialu Plebania w TVP Regionalna, pojawiły się skierowane do Telewizji Polskiej prośby, aby o postaci Janusza Tracza nakręcić spin-off.